# SKV 1–3
Die Nr. 1 bis 3 waren meterspurige Schmalspur-Schlepptenderlokomotiven der Selmeczbánya keskenvágányu vasút (SKV) im damaligen Oberungarn.

## Geschichte
Die Selmeczbánya keskenvágányu vasút war die erste öffentliche Schmalspurbahn im damaligen Königreich Ungarn. Die Gesellschaft beschaffte von Sigl in Wiener Neustadt drei Schlepptenderlokomotiven, die den seinerzeit gebauten normalspurigen Lokomotiven konstruktiv entsprachen.
Nach der Verstaatlichung der Bahnlinie kamen sie ins Eigentum der Ungarischen Staatsbahn (MÁV), wo sie als Reihe XX eingereiht wurden. Die MÁVAG lieferte 1897 noch eine baugleiche vierte Lokomotive.
Nach dem Ersten Weltkrieg kam das Gebiet Oberungarns zur Tschechoslowakei. Die Lokomotiven gehörten nun zum Bestand der Tschechoslowakischen Staatsbahnen (ČSD). Sie vergab 1925 die neue Baureihenbezeichnung U 35.1. Die Strecke wurde nun unter dem Namen „Hronská Breznica – Banská Štiavnica“ geführt.
Wegen der steigungs- und kurvenreichen Trassierung der Strecke wurde 1940 ein Umbau auf Regelspur begonnen, der 1949 beendet war. Damit verloren die Lokomotiven ihr angestammtes Einsatzgebiet. Zwei der Lokomotiven wurden noch zur Göllnitztalbahn (Mníšek nad Hnilcom–Smolnícka Huta) umgesetzt, wo sie 1950 und 1956 von den ČSD ausgemustert wurden.
Die U 35.103 und die U 35.104 kamen hingegen 1950 zur Pioniereisenbahn in Košice. Die U 35.103 tat dort Dienst bis 1962. 1965 sollte sie an das Verkehrsmuseum Košice abgegeben werden. Dort hatte man an der Lokomotive allerdings kein Interesse und so wurde sie 1965 verschrottet.

## Technische Beschreibung
Die Maschinen entsprachen den Baugrundsätzen der Wiener Neustädter Lokomotivfabrik für dreiachsige Lokomotiven, nämlich Außenrahmen mit Hallschen Kurbeln und eine Stephenson-Steuerung. Gekuppelt waren sie mit einem zweiachsigen Tender.
Die Lokomotiven konnten auf ebener Strecke 497 t und auf einer Steigung von 25 Promille 30 t Schlepplast befördern. Ihre Höchstgeschwindigkeit betrug 25 km/h.